# Kostrzyn (voivodato de Mazovia)
Kostrzyn es un pueblo de Polonia situado en Mazovia. Según el censo de 2011, tiene una población de 260 habitantes.
Está ubicado en el municipio (gmina) de Wyśmierzyce, perteneciente al distrito (powiat) de Białobrzegi.
Se encuentra aproximadamente a 14 km al suroeste de Wyśmierzyce, a 24 km al suroeste de Białobrzegi y a 78 km al sur de Varsovia.
Entre 1975 y 1998 perteneció al voivodato de Radom.